# 威灵顿管理公司
威灵顿管理公司（英語：Wellington Management Company）是一家美国私人投资管理公司，基金公司。旗下管理价值超过1兆美元的资产。

## 历史
1928年由美国企业家沃尔特·L·摩根创建于费城。1951年曾招聘约翰·柏格，后者继沃尔特·L·摩根之后担任公司董事长直至1970年。1967年，惠灵顿与位于波士顿的投资管理公司Thorndike, Doran, Paine ＆ Lewis合并。1974年约翰·柏格离开公司成立领航投资，但仍聘用威灵顿管理公司管理其旗下基金。
截至2017年12月30日，该公司为60多个国家的2,150多家机构担任投资顾问。其客户包括中央银行和主权机构，养老金，捐赠基金会，家族企业，基金发起人，保险公司，金融中介和财富管理机构。
威灵顿管理公司投资公司包括：Centessa Pharmaceuticals、Patreon、ironSource、Swiggy、Agilon Health、UiPath、Artiva Biotherapeutics等。